# Maria d'Aragó i d'Hongria
Maria d'Aragó i d'Hongria (ca. 1248-1268 - Saragossa) fou infanta d'Aragó i monja, l'última filla del rei Jaume el Conqueridor i Violant d'Hongria.

## Orígens familiars
Filla del rei d'Aragó i comte de Barcelona Jaume I el Conqueridor i la seva segona muller, Violant d'Hongria. Era neta per línia paterna de Pere el Catòlic i Maria de Montpeller, i per línia materna d'Andreu II d'Hongria i Violant de Courtenay. Fou germana petita dels també reis Pere el Gran i Jaume II de Mallorca i també, germana de la reina consort de Castella i Lleó, Violant d'Aragó casada amb Alfons X, el Savi.
Malgrat diversos projectes matrimonials, incloent un pla del Papa Climent IV per a  unir-la a Carles d'Anjou, que seria el principal oponent de Pere II el Gran en l'expansió mediterrània, va morir jove i fadrina.
Jaume I hauria estat sensible a aquesta proposta (com no ho hauria estat el seu fill Pere). Un esdeveniment inesperat, però, vingué a destruir inexorablement el polític projecte del sant Pare: Maria va morir a Saragossa el gener de 1268. I a Saragossa fou soterrada, perquè els saragossans no volgueren deixar que, complint la voluntat del seu pare, s'enduguessin la infanta a Vallbona de les Monges, on reposaven, des de 1251, les despulles de la seva mare, Violant d'Hongria.
Al rei Jaume li arribà la noticia de la mort de la seva estimada filla petita, a qui Bernat Desclot lloava de gran bellesa, mentre estava a València.